# Roukaya Moussa Mahamane
Roukaya Moussa Mahamane est une nageuse nigérienne née le 13 janvier 1997 à Niamey. Elle a participé à l' épreuve féminine de cinquante  mètres (50m) nage libre aux Jeux olympiques d'été de 2016 , où elle s'est classée 83e avec un temps de 36,50 secondes, un record national . Elle n'a pas accédé aux demi-finales.
En 2019, elle a représenté le Niger aux Championnats du monde 2019 qui se sont tenus à Gwangju, en Corée du Sud. Elle a participé aux épreuves de 50 mètres nage libre et de 100 mètres nage libre. Dans les deux épreuves, elle n'a pas atteint les demi-finales .
Elle a participé à l' épreuve féminine de 50 mètres nage libre aux Jeux olympiques d'été de 2020 .
Elle a représenté le Niger aux Championnats du monde de natation 2022 qui se sont tenus à Budapest, en Hongrie. Elle a participé aux épreuves féminines de 50 mètres nage libre et de 100 mètres nage libre .